# Theodor Podbertsky
Theodor Podbertsky   (Múnic, 16 de novembre de 1846 - Múnic, 5 d'octubre de 1913), fou un compositor alemany.
Va ser director del Cor d'homes de la capital bavaresa i de la societat Bavaria.
Va compondre l'òpera Des Liedes Ende a més de les obres següents:
- Friedrich Rothbart: per a coral i orquestra; op. 24, 5 edicions publicades entre 1884 i 1900 en alemany.
- Al Chiemsee: Op. 38, 3 edicions publicades el 1900 en alemany i sense contingut lingüístic.
- The Millennial Linden: Scenes from Germany's Past: per a soprano (tenor) i Baríton sol, cor masculí o mixt i orquestra: op. 114, 4 edicions publicades el 1899 en alemany.
- Emperador Karl al Johanaisnacht: op. 108, 4 edicions publicades el 1899 en alemany.
- Un Frísia Landsknechts Lieder (Julius Gersdorff) un cicle per a cor masculí o mixt. Cor a cappella o acompanyat per una petita orquestra o piano; op. 128; amb la connexió de poesia de Carl Bieber, 4 edicions publicades entre el 1902 i el 1904 en alemany.
- Profund és el molí nevat: Karl Stieler. Op. 47, 4 edicions publicades entre els anys 1890 i 1950 en alemany.
- Zollern i Staufen (dues muntanyes de Suàbia); 1871; per a coral masculí amb orquestra o piano; 5 edicions publicades entre els anys 1895 i 1896 en alemany.
- La fada de l'aigua, 3 edicions publicades el 1884 en alemany.
- Thalatta: Op. 106, 2 edicions publicades entre 1898 i 1924 en alemany i francès.
- Leyer i l'espasa: cor alemany cantant amb orquestra o piano: op. 123.